# Христо Стоянов (политик)
Вижте пояснителната страница за други личности с името Христо Стоянов.
Христо Николов Стоянов е български политик от Българския земеделски народен съюз (БЗНС). Той е на 2 пъти окръжен управител в Шумен и за кратко вътрешен министър (1923).

## Биография
Христо Стоянов е роден на 6 февруари (25 януари стар стил) 1892 година в Оряхово. Завършва право в Софийския университет „Свети Климент Охридски“ през 1914 година. Участва като запасен офицер в Балканските войни (1912 – 1913) и в Първата световна война (1915 – 1918). При управлението на БЗНС е окръжен управител в Шумен (1919 – 1921) и главен директор на Трудова повинност (1921 – 1923). След това е министър на вътрешните работи и народното здраве в правителството на Александър Стамболийски (1923).
След Деветоюнския преврат през 1923 година Христо Стоянов е арестуван и съден. На 3 август 1924 г. заедно с друг бивш земеделски министър Недялко Атанасов бяга от арестантското лечебно отделение на Александровска болница и се укрива в Югославия. Там той участва в Задграничното представителство на БЗНС. По това време той води преговори за евентуални съвместни действия с Българската комунистическа партия, но самите комунисти го смятат за неособено ентусиазиран и надежден партньор.
През 1933 година се завръща в България заедно с Недялко Атанасов и двамата се включват в БЗНС Врабча 1. Стоянов за кратко отново е окръжен управител в Шумен. През 1936 – 1938 година е редактор на вестник „Селски глас“. Той се противопоставя на сътрудничеството с комунистите, а през 1941 – 1943 година е интерниран в Шумен. След Деветосептемврийския преврат през 1944 година се включва в Българския земеделски народен съюз – Никола Петков и е избран в VI велико народно събрание. През 1946 година, заедно с повечето опозиционни депутати, е изпратен в лагера Белене. Освободен е през 1959 г.
Христо Стоянов умира в Шумен на 5 март 1970 г.